# Campionati mondiali di nuoto in vasca corta 2022 - 100 metri misti maschili
La gara di nuoto dei 100 m misti maschili dei Campionati mondiali di nuoto in vasca corta 2022 è stata disputata nei giorni 15 e 16 dicembre 2022 presso il Melbourne Sports and Aquatic Centre di Melbourne, in Australia.
Vi hanno preso parte 37 atleti da 33 nazioni.

## Podio
| Posizione | Atleta         | Nazionalità |
| --------- | -------------- | ----------- |
| Oro       | Thomas Ceccon  | Italia      |
| Argento   | Javier Acevedo | Canada      |
| Bronzo    | Finlay Knox    | Canada      |

## Programma
Il programma è stato il seguente.
| Data             | Ora (UTC+1) | Turno      |
| ---------------- | ----------- | ---------- |
| 15 dicembre 2022 | 12:12       | Batterie   |
| 15 dicembre 2022 | 21:14       | Semifinali |
| 16 dicembre 2022 | 21:04       | Finale     |

## Record
Prima della manifestazione il record del mondo e il record dei campionati erano i seguenti.
|  | 49"28 | Caeleb Dressel Stati Uniti | 22 novembre 2020 Budapest, Ungheria |
|  | 50"63 | Kliment Kolesnikov Russia  | 14 dicembre 2018 Hangzhou, Cina     |

## Risultati

### Batterie
| Pos | Batt | Corsia | Nome                   | Nazione       | Tempo   | Note |
| --- | ---- | ------ | ---------------------- | ------------- | ------- | ---- |
| 1   | 4    | 5      | Maxime Grousset        | Francia       | 51.94   | Q    |
| 2   | 5    | 3      | Finlay Knox            | Canada        | 51.95   | Q    |
| 3   | 5    | 4      | Shaine Casas           | Stati Uniti   | 51.96   | Q    |
| 4   | 3    | 6      | Shuya Matsumoto        | Giappone      | 51.99   | Q    |
| 5   | 3    | 4      | Javier Acevedo         | Canada        | 52.06   | Q    |
| 6   | 5    | 5      | Thomas Ceccon          | Italia        | 52.12   | Q    |
| 7   | 4    | 4      | Michael Andrew         | Stati Uniti   | 52.21   | Q    |
| 8   | 4    | 3      | Bernhard Reitshammer   | Austria       | 52.28   | Q    |
| 9   | 4    | 2      | Carles Coll            | Spagna        | 52.32   | Q    |
| 10  | 5    | 2      | Yakov Yan Toumarkin    | Israele       | 52.38   | Q    |
| 11  | 3    | 3      | Caio Pumputis          | Brasile       | 52.50   | Q    |
| 12  | 5    | 6      | Heiko Gigler           | Austria       | 52.58   | Q    |
| 12  | 4    | 6      | Leonardo Coelho Santos | Brasile       | 52.58   | Q    |
| 14  | 3    | 5      | Andreas Vazaios        | Grecia        | 52.62   | Q    |
| 15  | 3    | 1      | Mikel Schreuders       | Aruba         | 52.65   | Q    |
| 16  | 4    | 7      | Markus Lie             | Norvegia      | 52.77   | Q    |
| 17  | 5    | 7      | Ronny Brännkärr        | Finlandia     | 52.81   |      |
| 17  | 2    | 6      | Hüseyin Emre Sakçı     | Turchia       | 52.81   |      |
| 19  | 3    | 2      | Clyde Lewis            | Australia     | 52.82   |      |
| 20  | 5    | 8      | Nikola Miljenić        | Croazia       | 52.85   |      |
| 21  | 4    | 8      | Oskar Hoff             | Svezia        | 53.23   |      |
| 22  | 5    | 1      | Ádám Halás             | Slovacchia    | 53.43   |      |
| 23  | 1    | 2      | Javier Matta           | Perù          | 53.75   |      |
| 24  | 2    | 4      | Ksawery Masiuk         | Polonia       | 54.05   |      |
| 25  | 1    | 4      | Josif Miladinov        | Bulgaria      | 54.06   |      |
| 26  | 4    | 1      | Jan Šefl               | Rep. Ceca     | 54.11   |      |
| 27  | 2    | 3      | Ben Hockin             | Paraguay      | 54.47   |      |
| 28  | 3    | 7      | Pan Zhanle             | Cina          | 54.63   |      |
| 29  | 2    | 2      | Simon Haddon           | Sudafrica     | 54.79   |      |
| 29  | 2    | 5      | Maximillian Ang        | Singapore     | 54.79   |      |
| 31  | 2    | 1      | Dulyawat Kaewsriyong   | Thailandia    | 54.81   |      |
| 32  | 2    | 7      | Kiran Jasinghe         | Sri Lanka     | 56.61   |      |
| 33  | 1    | 5      | Siva Sridhar           | India         | 56.80   |      |
| 34  | 1    | 6      | Filipe Gomes           | Malawi        | 58.44   |      |
| 35  | 2    | 8      | Abdulhai Ashour        | Libia         | 1:03.95 |      |
| 36  | 1    | 3      | Troy Pina              | Capo Verde    | 1:04.65 |      |
| -   | 3    | 8      | Wang Hsing-hao         | Taipei cinese | DSQ     | DSQ  |

### Semifinali
| Pos | Batt | Corsia | Nome                   | Nazione     | Tempo | Note |
| --- | ---- | ------ | ---------------------- | ----------- | ----- | ---- |
| 1   | 2    | 6      | Michael Andrew         | Stati Uniti | 51.40 | Q    |
| 2   | 2    | 5      | Shaine Casas           | Stati Uniti | 51.42 | Q    |
| 3   | 2    | 3      | Javier Acevedo         | Canada      | 51.46 | Q    |
| 4   | 1    | 1      | Andreas Vazaios        | Grecia      | 51.47 | Q    |
| 5   | 1    | 3      | Thomas Ceccon          | Italia      | 51.60 | Q    |
| 6   | 1    | 4      | Finlay Knox            | Canada      | 51.64 | Q    |
| 7   | 1    | 6      | Bernhard Reitshammer   | Austria     | 51.78 | Q    |
| 8   | 2    | 2      | Carles Coll            | Spagna      | 51.97 | Q    |
| 9   | 1    | 5      | Shuya Matsumoto        | Giappone    | 51.99 |      |
| 10  | 2    | 1      | Heiko Gigler           | Austria     | 52.10 |      |
| 11  | 2    | 7      | Caio Pumputis          | Brasile     | 52.12 |      |
| 12  | 2    | 8      | Mikel Schreuders       | Aruba       | 52.34 |      |
| 13  | 1    | 7      | Leonardo Coelho Santos | Brasile     | 52.37 |      |
| 14  | 1    | 2      | Yakov Toumarkin        | Israele     | 52.74 |      |
| 15  | 1    | 8      | Markus Lie             | Norvegia    | 52.93 |      |
| -   | 2    | 4      | Maxime Grousset        | Francia     | DSQ   | DSQ  |

### Finale
| Pos. | Corsia | Atleta               | Nazionalità | Tempo | Note |
| ---- | ------ | -------------------- | ----------- | ----- | ---- |
|      | 2      | Thomas Ceccon        | Italia      | 50.97 |      |
|      | 3      | Javier Acevedo       | Canada      | 51.05 |      |
|      | 7      | Finlay Knox          | Stati Uniti | 51.10 |      |
| 4    | 5      | Shaine Casas         | Stati Uniti | 51.36 |      |
| 5    | 4      | Michael Andrew       | Stati Uniti | 51.47 |      |
| 6    | 6      | Andreas Vazaios      | Grecia      | 51.80 |      |
| 7    | 1      | Bernhard Reitshammer | Austria     | 52.01 |      |
| 8    | 8      | Carles Coll          | Spagna      | 52.36 |      |